# محقق الاحتيال المعتمد
محقق الاحتيال المعتمد أو (CFE) هي عبارة عن أوراق اعتماد تمنحها جمعية المحققين المعتمدين للاحتيال (ACFE). جمعية ACFE هي مزود التدريب والتعليم لمكافحة الغش. تعد ACFE واحدة من أكبر هيئات التدريب والتعليم في مجال مكافحة الغش في العالم. الجدير بالذكر أن ACFE تعمل جنباً إلى جنب مع أكثر من 80,000 عضو، وتسعى ACFE للحد من الاحتيال في الأعمال التجارية في جميع أنحاء العالم وإلهام ثقة الجمهور في النزاهة والموضوعية داخل المهنة. يتضمن تدريب CFE نقل المعرفة بالمعاملات المالية المعقدة وفهم أساليب وعلوم التحليل الجنائي والأدلة الجنائية والقانون، وكيفية حل مزاعم الاحتيال. يتم تدريب فاحصي الاحتيال على فهم كيفية حدوث الاحتيال ولماذا حدث هذا الاحتيال.
لكي تصبح محققاً معتمدًا للاحتيال (CFE)، يجب أن تفي بالمتطلبات التالية:
- أن تكون عضوًا مشاركًا في ACFE وفي وضع ومشاركة جيدة ومقبولة.
- تلبية الحد الأدنى من المتطلبات الأكاديمية والمهنية (درجة البكالوريوس + درجة الماجستير أو التعيين المهني (إضافة إلى وجود خبرات عملية مهنية أو احترافية).
- أن تكون ذا شخصية أخلاقية عالية.
- أن توافق على الالتزام باللوائح وقواعد الأخلاقيات المهنية لجمعية فاحصي الاحتيال المعتمدين.
- اجتياز امتحان CFE

## فوائد الإعتماد
عضوية محقق الاحتيال المعتمد (CFE) مفتوحة للأعضاء المنتسبين المهتمين بالارتقاء بمستوى حياتهم المهنية إلى المستوى التالي من خلال كسب مستوى التميز المهني في مهنة مكافحة الغش. يتم بشكل متزايد تعيين بيانات اعتماد CFE كأوراق اعتماد مفضلة في ممارسات التوظيف للشركات والجهات الحكومية ووكالات تطبيق القانون.
يمكن الإشارة إلى أن هناك عدة فوائد يمكن بأن يتحصل عليها الفرد عندما يتم ترخيصة بهذه الشهادة، ومن الفوائد التي من الممكن الإشارة عليها هي كالآتي:
- زيادة أرباحك - المحقق المعتمد لعمليات الاحتيال يكسب في العقود مقابل الفروقات بنسبة 31 في المائة أكثر من زملائهم غير المعتمدين وفقًا لدليل التعويض بتاريخ 2017/2018 للمتخصصين في مكافحة الاحتيال.
- تعزيز حياتك المهنية - شهادة CFE موثقة كدليل على الخبرة والتجربة، وهي تمثل مستوى عالٍ من المهارة والمعرفة والكفاءة المهنية.
- عزز قدرتك على التسويق والأمن الوظيفي - حدد روبرت هاف إنترناشونال (Robert Half International) بأن CFE «هي شهادة تحت الطلب... وواحدة من أكثر أوراق الاعتماد القابلة للتسويق اليوم» و AE Feldman ، وهي شركة رائدة في مجال البحث التنفيذي، تقول: «... ظهرت CFE باعتبارها المعيار الذهبي في مجال الاحتيال».
- اكتساب الرؤية المهنية والمصداقية - يتم قبول CFE في جميع أنحاء العالم كمعيار للتميز في مهنة مكافحة الغش.
- تميز عن نظرائك - يتم اعتماد أوراق اعتماد CFE في سياسات التوظيف والترويج للمؤسسات الرائدة، بما في ذلك مكتب التحقيقات الفيدرالي ووزارة الدفاع الأمريكية ولجنة الأوراق المالية والبورصة الأمريكية (SEC).
- التأثير الأساسي لشركتك - تشير أبحاث ACFE إلى أن المؤسسات التي لديها CFEs على الموظفين تكشف عن الاحتيال بنسبة 50 بالمائة في وقت مبكر وتتعرض لخسائر في الاحتيال أصغر بنسبة 62 بالمائة من المؤسسات التي لا تملك CFEs على الموظفين.[2]

## المتطلبات الأكاديمية
بشكل عام، يجب أن يكون المتقدمون للحصول على شهادة CFE حاصلين على الحد الأدنى من درجة البكالوريوس أو ما يعادلها من مؤسسة التعليم العالي. يمكن استبدال عامين من الخبرة المهنية المتعلقة بالاحتيال في كل عام من سنوات الكلية.

## المتطلبات المهنية
في وقت إصدار الشهادات، يلزم وجود خبرة مهنية لا تقل عن سنتين في مجال يرتبط بشكل مباشر أو غير مباشر باكتشاف أو منع الاحتيال. تعترف ACFE بالمجالات التالية كخبرة مهنية مؤهلة:
- المحاسبة والتدقيق.
- علم الإجرام وعلم الاجتماع (علم الاجتماع مقبول فقط إذا كان يتعلق بالاحتيال).
- التحقيق في الاحتيال.
- الوقاية من الخسارة (الخبرة كحارس أمن أو ما يعادله غير مقبولة).
- القانون المتعلق بالاحتيال.

التجارب والخبرات العملية الأخرى يمكن أن تكون مؤهلة، ولكن يجب مراجعتها لمعرفة حالة تأهيلها للقبول من عدمها.

## الشخصية الأخلاقية
سوف تتطلب ACFE مراجعًا لتثبت شخصية الشخص (من الناحية الأخلاقية) قبل منح الشهادة.

## الالتزام بمدونة الأخلاقيات
وفقًا لموقع ACFE ، تنص مدونة الأخلاقيات على أن الممتحن المعتمد للاحتيال يجب عليه مراعاة الآتي:
- إظهار الالتزام بالكفاءة والعناية في واجباته.
- عدم الانخراط في أي سلوك غير قانوني أو غير أخلاقي، أو أي نشاط يشكل تضارباً في المصالح.
- إظهار أعلى مستوى من النزاهة في أداء جميع المهام المهنية، ولن يقبل سوى المهام التي من المتوقع أن تكتمل بكفاءة مهنية.
- الامتثال للأوامر القانونية للمحاكم والشهادة على الأمور بصدق ودون تحيز أو تحامل.
- الحصول على أدلة أو مستندات أخرى لتأسيس أساس معقول لأي رأي يتم تقديمه. لا يتم التعبير عن أي رأي بشأن ذنب أو براءة أي شخص أو طرف.
- عدم الكشف عن أي معلومات سرية دون تصريح مناسب.
- الكشف عن جميع المسائل المادية ذات الصلة التي اكتشفت أثناء الفحص.
- السعي باستمرار إلى زيادة كفاءة وفعالية الخدمات المهنية التي تتم تحت إشرافه.

## الإختبارات
يتكون امتحان CFE من 500 سؤال مقسمة إلى أربعة أقسام (125 سؤال لكل منهما). كل قسم من أقسام الامتحان لديه مهلة مدتها ساعتان وخمس دقائق مع استراحة مدتها خمس دقائق اختيارية. كل سؤال له حد زمني قدره 75 ثانية. يجب إكمال الأقسام الأربعة في غضون 30 يومًا.
يحتوي امتحان CFE على الأقسام الأربعة التالية:
- منع الاحتيال والردع - يختبر هذا القسم معلوماتك عن سبب ارتكاب الأشخاص للاحتيال وما الذي يمكن فعله لمنع ذلك. تشمل الموضوعات: مسؤوليات مراجعي الحسابات المتعلقة بالاحتيال، حوكمة الشركات، أخلاقيات الممتحنين للاحتيال، برامج منع الاحتيال، تقييم مخاطر الاحتيال، إدارة مخاطر الاحتيال، مسؤوليات الإدارة المتعلقة بالاحتيال، فهم السلوك الجنائي، جرائم ذوي الياقات البيضاء.
- المعاملات المالية وأنظمة الاحتيال - يختبر هذا القسم معرفتك بأنواع المعاملات المالية الاحتيالية المتكبدة في السجلات المحاسبية. تشمل الموضوعات: مفاهيم المحاسبة والرشوة والفساد ومخططات الإيصالات النقدية والاحتيال على الكمبيوتر والإنترنت وغش المستهلك والاحتيال والمشتريات وغش المؤسسات المالية وغش البيانات المالية وغش الاحتيال ورعاية الرعاية الصحية وسرقة الهوية وغش التأمين والأصول الأخرى، والاحتيال في الدفع، وسرقة البيانات والملكية الفكرية.
- التحقيق - تشمل المواضيع في هذا القسم مايلي: تحليل المستندات، والفحوصات السرية، وأدوات تحليل البيانات وإعداد التقارير، والعلوم الجنائية الرقمية، ونظرية المقابلة والتطبيق، ومقابلة المشتبه بهم، والبيانات الموقعة، والتخطيط وإجراء فحص للاحتيال، وكتابة التقارير، ومصادر المعلومات، وتتبع المعاملات غير المشروعة.
- القانون - يضمن هذا القسم أنك على دراية بالعواقب القانونية الكثيرة المترتبة على إجراء اختبارات الاحتيال، بما في ذلك القانون الجنائي والمدني، وقواعد الإثبات، وحقوق المتهم والشهود الخبراء. تشمل المواضيع: الاحتيال في حالة الإفلاس (الإعسار)، مبادئ الإثبات الأساسية، الحقوق الفردية أثناء الامتحانات، القانون المتعلق بالغش، غسل الأموال، نظرة عامة على النظام القانوني، الغش في الأوراق المالية، الغش الضريبي، الشهادة، نظام العدالة المدنية، نظام العدالة الجنائية.

## محققين احتيال بارزين
- سينثيا كوبر، المبلغ عن فضيحة وورلدكوم للمحاسبة.
- جوزيف جوتينز، قائد فريق عمل Omniplan ، أكبر إدانة تهم في تاريخ ناسا.
- هاري ماركوبولوس، المخبر عن فضيحة برنارد مادوف.
- ديفيد ب. ويبر، كبير محققي لجنة الأوراق المالية والبورصات الأمريكية (SEC)، ومبلغ المخبرين.
- جوزيف ت. ويلز، مؤسس ورئيس رابطة المحققين القانونيين في الاحتيال.

## روابط خارجية
- رابطة فاحصي الاحتيال المعتمدين